# Celebeszi királymajna
A celebeszi királymajna (Basilornis celebensis)  a madarak osztályának verébalakúak (Passeriformes) rendjébe és a seregélyfélék (Sturnidae) családjába tartozó faj.

## Rendszerezése
A fajt George Robert Gray angol ornitológus írta le 1861-ben.

## Előfordulása
Indonéziához tartozó Celebesz, Lembeh, Muna és Butung szigetek területén honos. Természetes élőhelyei a szubtrópusi vagy trópusi síkvidéki esőerdők és másodlagos erdők. Állandó, nem vonuló faj.

## Megjelenése
Testhossza 25 centiméter.

## Életmódja
Főleg gerinctelenekkel táplálkozik, de gyümölcsöt és kisebb gerinceseket is fogyaszt.

## Természetvédelmi helyzete
Az elterjedési területe korlátozott, egyedszáma ismeretlen. A Természetvédelmi Világszövetség Vörös listáján nem fenyegetett fajként szerepel.